# Saturargues
Saturargues is een gemeente in het Franse departement Hérault (regio Occitanie) en telt 596 inwoners (1999). De plaats maakt deel uit van het arrondissement Montpellier.
Op 20 september 1703 richtten opstandige hugenoten een bloedbad aan onder de katholieke bevolking van Saturargues tijdens de Oorlog van de Camisards.

## Geografie
De oppervlakte van Saturargues bedraagt 6,0 km², de bevolkingsdichtheid is 99,3 inwoners per km².
De onderstaande kaart toont de ligging van Saturargues met de belangrijkste infrastructuur en aangrenzende gemeenten.

## Demografie
Onderstaande figuur toont het verloop van het inwonertal (bron: INSEE-tellingen).